# Egide Linnig

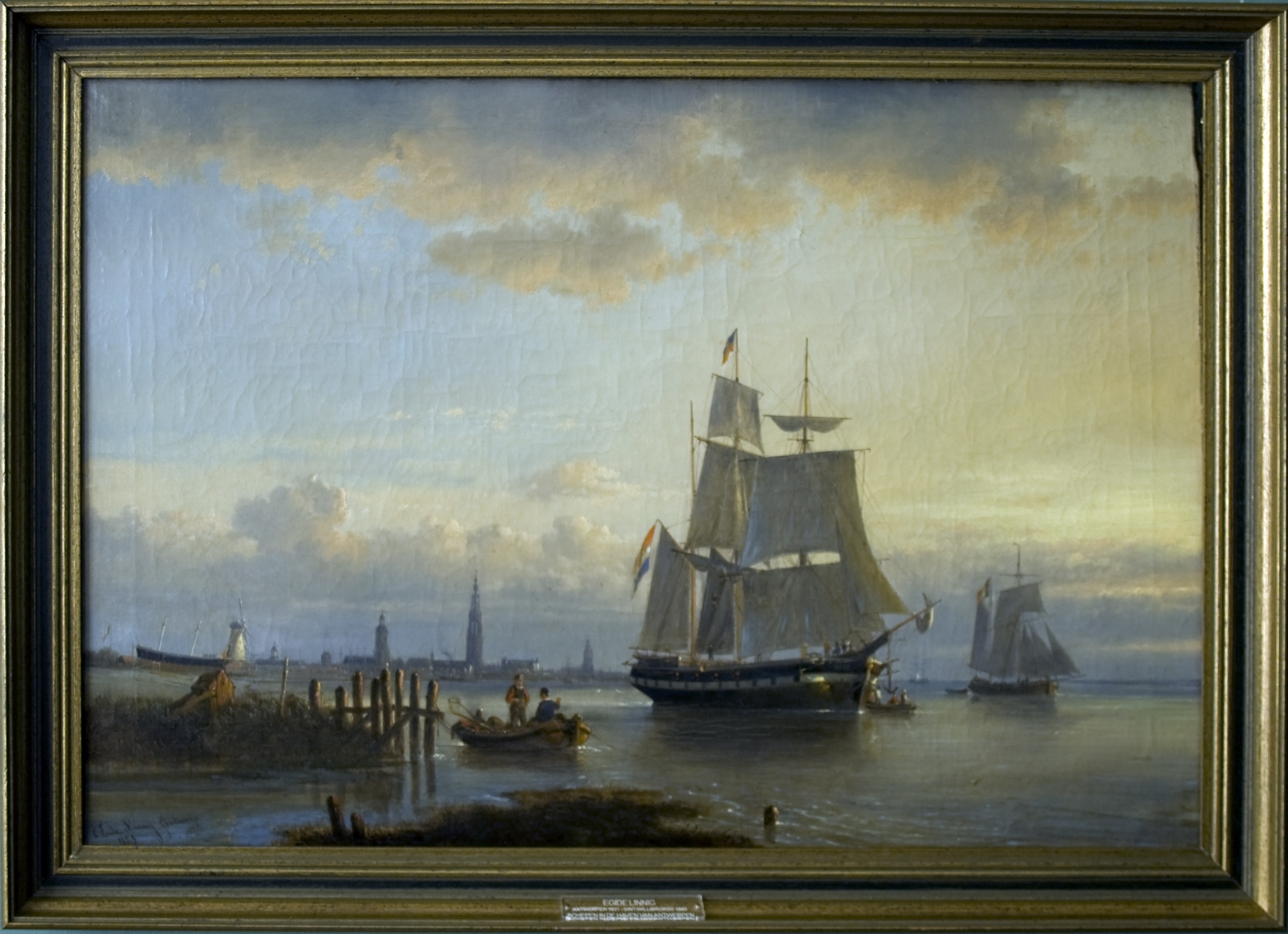
Schepen in de haven van Antwerpen

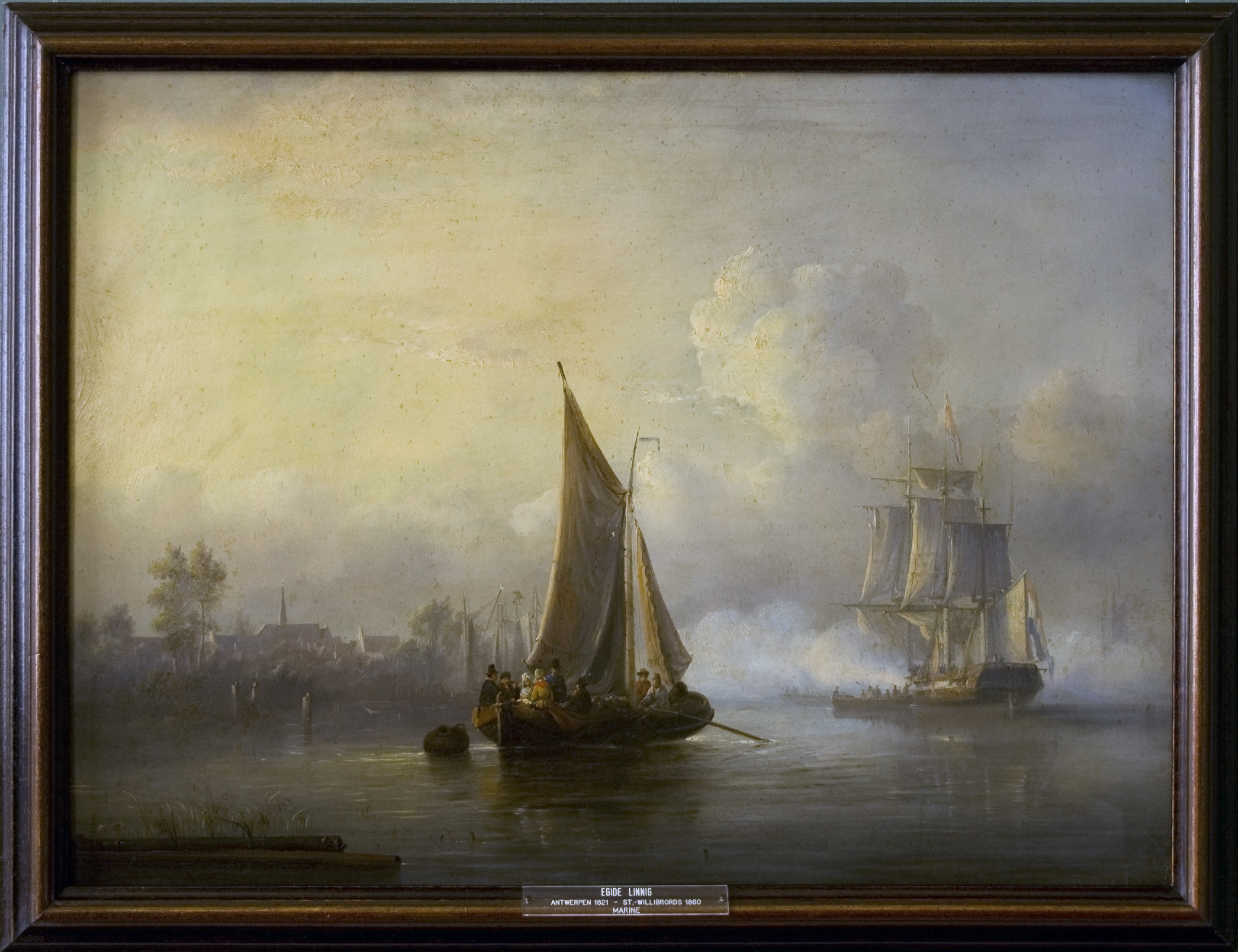
Marine

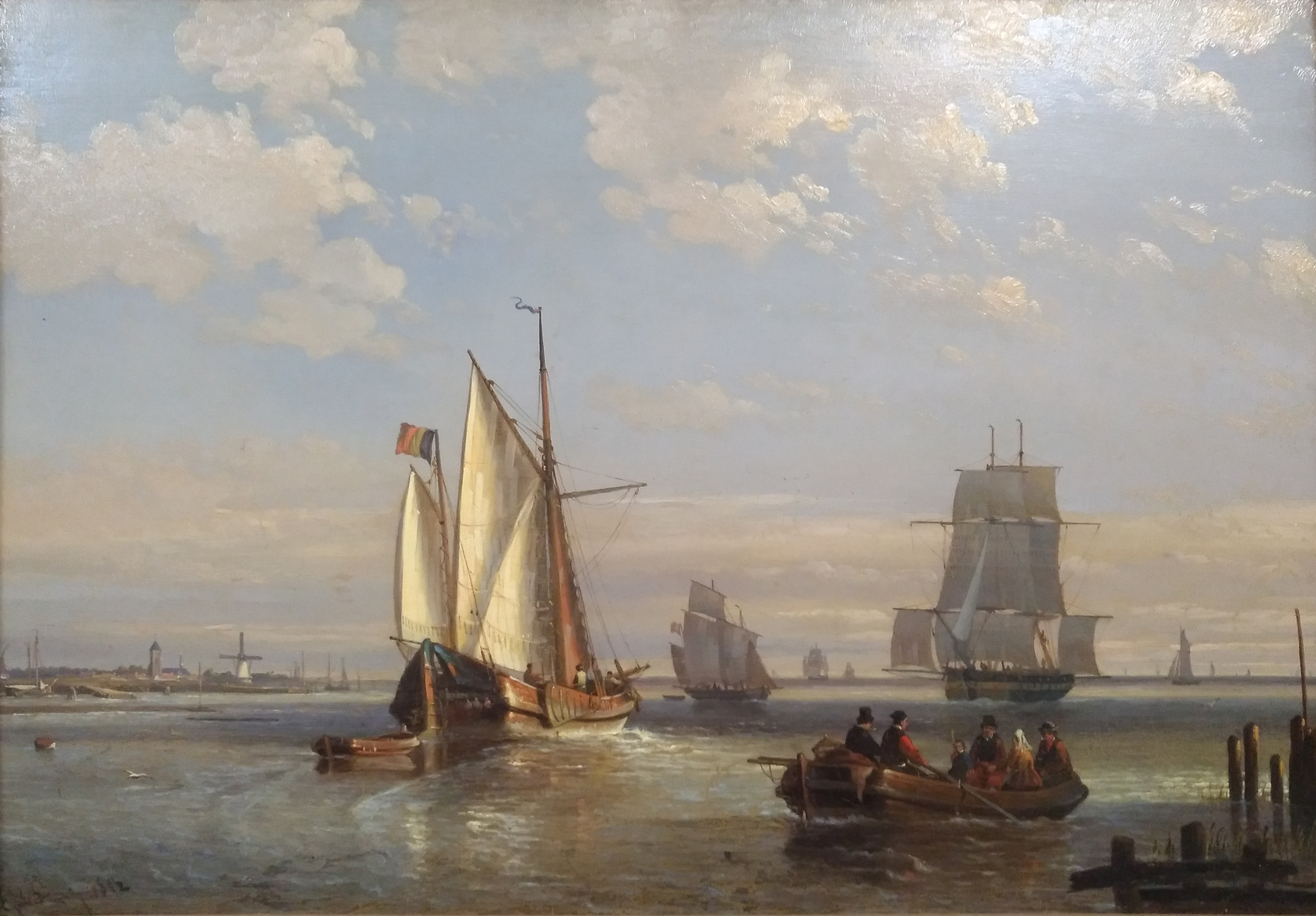
Zeilschepen en een roeiboot op de Schelde

Egide Linnig (Antwerpen, 25 augustus 1821 – Sint-Willibrords (Antwerpen), 13 oktober 1860) was een Belgisch kunstschilder uit de romantiek, gespecialiseerd in marines.

## Persoonsgegevens
Hij was de zoon van Pieter-Jozef (Aschbach, 1777 - Antwerpen, 1836), ebenist en van Catharina Josephina Leys. Hij huwde in 1844 met Hortense Louise Frédérique Praet (1826-1892). Zij kregen zes kinderen die allen heel jong overleden op Frederik na die ook slechts amper iets meer dan twintig werd.
Egide Linnig was de jongere broer van Jan Theodor Joseph Linnig (1815-1891) en Willem Linnig de oude (1818-1885), beide eveneens kunstschilders.

## Levensloop
Linnig was van 1834 af leerling aan de Antwerpse Academie voor Schone Kunsten. Tot aan de dood van Mathias Van Bree (1773-1839), directeur van dat instituut, volgde Linnig met groeiende tegenzin diens dagonderricht, waarbij de aandacht op de historieschilderkunst toegespitst was. Naar eigen zeggen voelde Linnig zich van meet af aan sterk tot het marinegenre aangetrokken. Na Van Brees dood volgde Linnig de lessen van Jacques Van Gingelen (1810-1864), een minder bekende landschapschilder en graveur. Aan de Academie waren in die jaren schilders als François Lamorinière, Hendrik Schaefels en Lukas Schaefels, Louis van Kuyck en Karel Verlat Linnigs studiegenoten.
Terzelfder tijd werkte Linnig ook veel naar de natuur, vooral langs de Schelde. Pas in 1842 zette Linnig definitief een punt achter zijn academiestudies. In die jaren woonde hij in de Haarstraat 2929, midden in het pittoreske oude Antwerpen. Hij debuteerde als exposant tijdens het Driejaarlijks Salon van 1840 te Antwerpen. Zijn ingezonden schilderijen droegen volgende titels: Haringvissers bij de Doggersbank en De kust bij Zierikzee. Naar eigen zeggen was Linnig niet tevreden met deze schilderijen.
De volgende zomer begaf hij zich naar zee, om er mee te gaan op visvangst, en er zo alle scheepsmanoeuvres tot in de kleinste details te bestuderen. Nadien zou Linnig nog meerdere keren kleine zeereisjes ondernemen. Ze inspireerden hem tot een schilderij als De Brik 'Timor' schipbreuk lijdend voor de Engelse kust, tijdens het Driejaarlijks Salon 1842 te Brussel tentoongesteld. In 1847 zou Linnig zo tot in Noorwegen varen. Anno 1844, het jaar van zijn huwelijk, verbleef Linnig een tijdlang te Den Haag, in gezelschap van zijn broer Willem. In het museum aldaar bestudeerde hij werken van oude en eigentijdse meesters. Later schreef Linnig dat die reis naar Den Haag een beslissende vooruitgang in zijn kunstopvattingen had ontketend en dat dit tot uiting was gekomen in zijn Schipbreuk op de Engelse kust, die hij in 1845 naar het Driejaarlijks Salon te Brussel stuurde.
In of kort voor 1848 verhuisde Linnig naar Sint-Willibrords.
Linnig was met vier werken vertegenwoordigd in het Salon 1849 van zijn geboortestad. Het waren gewone marines als Rust der vissers, Kalm weer en De Scheldemonding te Vlissingen bij storm, maar ook scheepsportretten als die van de driemasters Fanny en Marie.
Het was overigens de familie Weyts die te Antwerpen het scheepsportretgenre tot hoge bloei bracht.
Van 1849 af stelde Linnig verder geregeld tentoon in Duitsland, alwaar zijn marines een zeker succes hadden. Naar het Salon te Leipzig stuurde hij dat jaar een Haven van Delft bij morgenstond, waarvan de tentoonstellingscommissie bij een staalgraveur een reproductiegravure bestelde. De musea van Bremen en Gotha (stad) kochten werk van Linnig aan.
In de late jaren 40 – vroege jaren 50 was Linnig in totaal drie keer te zien in de "Tentoonstellingen van Levende Meesters" in Nederland: De schipbreuk van een Sardinisch vaartuig (Den Haag, 1847), Storm (Rotterdam, 1848) en De overwintering van Barends en Heemskerk op Nova Zembla, getrokken uit het gedicht van Tollens (Den Haag, 1851).
De jaren vijftig verliepen voor Linnig zonder veel ophefmakende gebeurtenissen. Uit die jaren dateren nog tal van marines. Het waren ofwel genrestukken-zonder-meer, ofwel taferelen waarin een bestaand, herkenbaar schip de hoofdrol speelt. Een soort combinatie van scheepsportret en vrijere marineschildering als het ware. Werken van de laatste categorie werden hoofdzakelijk in opdracht van rederijen of kapiteins uitgevoerd.
Linnigs vier inzendingen naar het Salon 1852 te Antwerpen waren: Veerboot naar Zierikzee bij bries, Lillo aan de Schelde, Herinnering aan Blankenberge-avondeffect en De Belgische driemaster 'Macassar' uit Oost-Indië toekomend te Vlissingen. Het schip vuurt een kanonschot af om een loods te vragen. Laatstgenoemd werk was een bestelling van reder J. B. Donnet. Naar het salon 1854 te Brussel stuurde Linnig De Engelse korvet 'Samson' voor Dover Castle, en volgende drie werken naar het Salon 1855 te Antwerpen: De haven van Amsterdam bij mooi weer, Vertrek van de visser bij maneschijn en De bemanning van de Amerikaanse brik 'North Winth' komt aan op de kusten van Aerö in het Kattegat. Voor E. Verhaegen, gemeenteraadslid van Antwerpen schilderde Linnig een Tewaterlating van de ‘'Macassar' op 25 aug. 1857 op de werf van Linnig Lecarpentier te Antwerpen en De 'Macassar' voor Dover in een storm. Ze werden tijdens het Salon 1858 te Antwerpen tentoongesteld.
Hij was amper 39 jaar oud toen hij in oktober 1860 overleed te Sint-Willibrords. Dit gebeurde nadat hij een longontsteking had opgelopen na, in de monding van de Honte, een sprong van een jol te hebben gemist en in het water te zijn gevallen.

## Etser van verrassende moderniteit
Naast zijn schilderkundige activiteiten was ook een zeer productief etser. Hij werd beschouwd als een der eerste realistische graveurs in België. Zijn etsen, alhoewel technisch zeer verzorgd, blijven het karakter van een vrije, vlugge uitvoering behouden. Enkele titels: Vissersboot te Blankenberge, Schipbreuk bij nacht, Oostends vissersvrouwtje, Te Wenduine, Doel, Zierikzee, Overwintering op Nova Zembla, Vertrek van de ‘Macassar’, de ‘Walvisch’ van Oostende, de ‘British Queen’, de ‘Emmanuel’, de ‘Ville de Bruges’. Het Salon 1860 te Brussel was wellicht het laatste waaraan Linnig deelnam. Het toen getoonde schilderij was een Schelde te Rupelmonde bij maneschijn.

## Situering
Linnig was net als François Musin, Louis Verboeckhoven, Henri Lehon, A. Schaep en Paul-Jean Clays een voornaam vertegenwoordiger van de romantisch-realistische strekking in de Belgische marineschilderkunst, typisch voor de periode 1830-1860 ongeveer.
Hij was een bescheiden kleinmeester, die als een der weinigen in die tijd exclusief het marinegenre beoefende. Zijn schilderijen zijn steeds zeer verzorgd, getuigend van topografische nauwgezetheid, gekoppeld aan romantische effecten zoals storm, woeste zee, schipbreuk of het geflatteerde coloriet eigen aan ochtendgloren of zonsondergang. Linnigs oeuvre bezit niet alleen ontegensprekelijke artistieke kwaliteiten, maar is ook vanuit maritiem-historisch standpunt van groot belang, niet in het minst daar Linnig midden in de interessante overgangsperiode van zeil- naar stoomvaart werkte.
Net als zijn broer Willem en de landschapschilder François Lamorinière gebruikte Linnig soms het teken van de in elkaar verstrengelde passer en winkelhaak naast zijn signatuur, dit als uiting van zijn maçonnieke opvattingen.

## Musea
- Antwerpen, Nationaal Scheepvaartmuseum: De raderstoomboot 'Soho' van de General Steam & Navigation C° van Londen, vaart de Scheldemonding nabij Vlissingen binnen (1843); Het Belgisch koopvaardijschip 'Macassar' van de Rederij Donnet te Antwerpen op de helling van de werf L. Lecarpentier te Antwerpen (1854); De koopvaardijbrik 'Fénelon' van de Rederij De Decker-Cassiers op de scheepswerf L. Lecarpentier aan de Kattendijk te Antwerpen (1854); De tewaterlating van de 'Succes' van de Rederij M. & J. Meeus te Antwerpen op de werf van L. Lecarpentier (1856); Raderstoomschip op zee bij storm
- Antwerpen, K.M.S.K.: Nachtgezicht (1843)
- Antwerpen, Stedelijk Prentenkabinet
- Brussel, K.M.S.K. van België, De Schelde (1848)
- Brussel, Kon. Bibliotheek/Prentenkabinet
- Brussel, Senaat: 2 marines, o.a. een Rede van Antwerpen
- Bremen: Rivierlandschap
- Gent, Archief Gent: Schepen aan de monding van een rivier, waarschijnlijk de Schelde (1852), legaat dr. Jozef Guislain (schilderij nr. 16), eigendom OCMW Gent, oud inv.nr. K-302
- Gotha
- Kortrijk, M.S.K.: Haveningang (1847) en Binnenvarende schepen in de Antwerpse haven (1859).
- Kortrijk, Broelmuseum: Schepen in de haven van Antwerpen, Marine
- Oostende, Kunstmuseum aan Zee (etsen)
- Sint-Niklaas, Stedelijk Museum: Rivierlandschap in de winter
- Solothurn, Kunstmuseum: Storm op zee.

De Engelse staalgraveur Albert-Henry Payne (1812-1902) voerde een reproductiegravure naar een Zonsondergang over de Schelde bij Antwerpen van Linnig uit.
- Biografisch Portaal: 63556615
- International Standard Name Identifier: 0000 0000 6812 8183
- KulturNav: fbf7065e-8caf-4264-8b9f-7d89951aaedf
- Nederlandse Thesaurus van Auteursnamen: 069915857
- RKD-Nederlands Instituut voor Kunstgeschiedenis: 50251
- Union List of Artist Names: 500030519
- Virtual International Authority File: 95869884
- WorldCat: E39PBJvCP3PCmGQ6DyRYfjhJXd